# August von Fabrice
August Friedrich Ludwig von Fabrice, seit 1890 von Fabrice-Falk (* 22. September 1823 in Neustrelitz; † 11. Oktober 1891 in Neubrandenburg) war ein deutscher Verwaltungsjurist.

## Leben
August von Fabrice entstammte der mecklenburgischen Linie des Adelsgeschlechts von Fabrice. Er war ein Sohn des mecklenburg-strelitzischen Oberlandjägermeisters und Kammerherrn August Georg Adolf Friedrich von Fabrice (1784–1832). Der Oberlanddrost Georg von Fabrice war sein jüngerer Bruder.
Er besuchte das Gymnasium Carolinum (Neustrelitz) und studierte Rechtswissenschaften an den Universitäten Heidelberg und ab Oktober 1846 in Rostock. In Heidelberg wurde er Mitglied des Corps Vandalia Heidelberg. Nach Abschluss seines Studiums trat er im Juli 1848 als Auditor der Justizkanzlei Neustrelitz in den Dienst des Großherzogtums Mecklenburg-Strelitz. Gleichzeitig wurde er zum Kammerjunker ernannt. Im Oktober 1848 kam er an das Amtsgericht Stargard. 1853 wurde er Assessor bei der großherzoglichen Kammer und 1855 Kammerherr.
Von 1856 bis 1887 wirkte er als Landdrost (Landrat) in Stargard. Daneben war er Vorsitzender der Expropriationskommission beim Bau der Friedrich-Franz-Eisenbahn, der Berliner Nordbahn, der Mecklenburgischen Südbahn und der Neubrandenburg-Friedländer Eisenbahn. Er war Vorsitzender des landwirtschaftlichen Vereins Stargard und von 1872 bis 1874 Mitglied des ersten Vorstands des Museumsvereins Neubrandenburg.
1887 wurde er aus gesundheitlichen Gründen in den Ruhestand versetzt, den er in Neubrandenburg verlebte.
1890 erbte er den von Falkschen Geldfideikommiss und erhielt am 28. Juni 1890 die großherzogliche Erlaubnis zur Namensführung Fabrice-Falk entsprechend der seit Juni 1882 bestehenden und an den Besitz des Fideikommiss geknüpften Namensvereinigung Fabrice-Falk.
Er war seit dem 9. November 1852 verheiratet mit Auguste Johanna Maria Friederike, geb. von Blücher (* 6. März 1834 in Klein Plasten; † 4. März 1884 in (Burg) Stargard) und wurde in (Burg) Stargard begraben. Sohn und Erbe war Maximilian August Friedrich Ernst von Fabrice-Falk (* 1853). Tochter Anna von Fabrice (* 1856; † 1927) ehelichte den Grundbesitzer August von Michael (* 1839; † 1928), deren Sohn war der späteren Staatsminister Heinrich von Michael.